# Sirembo
Sirembo is een geslacht van straalvinnige vissen uit de familie van naaldvissen (Ophidiidae).

## Soorten
- Sirembo imberbis (Temminck & Schlegel, 1846).
- Sirembo jerdoni (Day, 1888).
- Sirembo marmoratum (Goode & Bean, 1885).
- Sirembo metachroma Cohen & Robins, 1986.